# Scoppio del carro

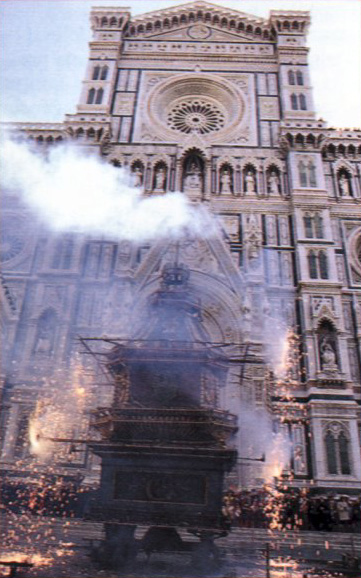
L'esplosione pirotecnica del "Brindellone"

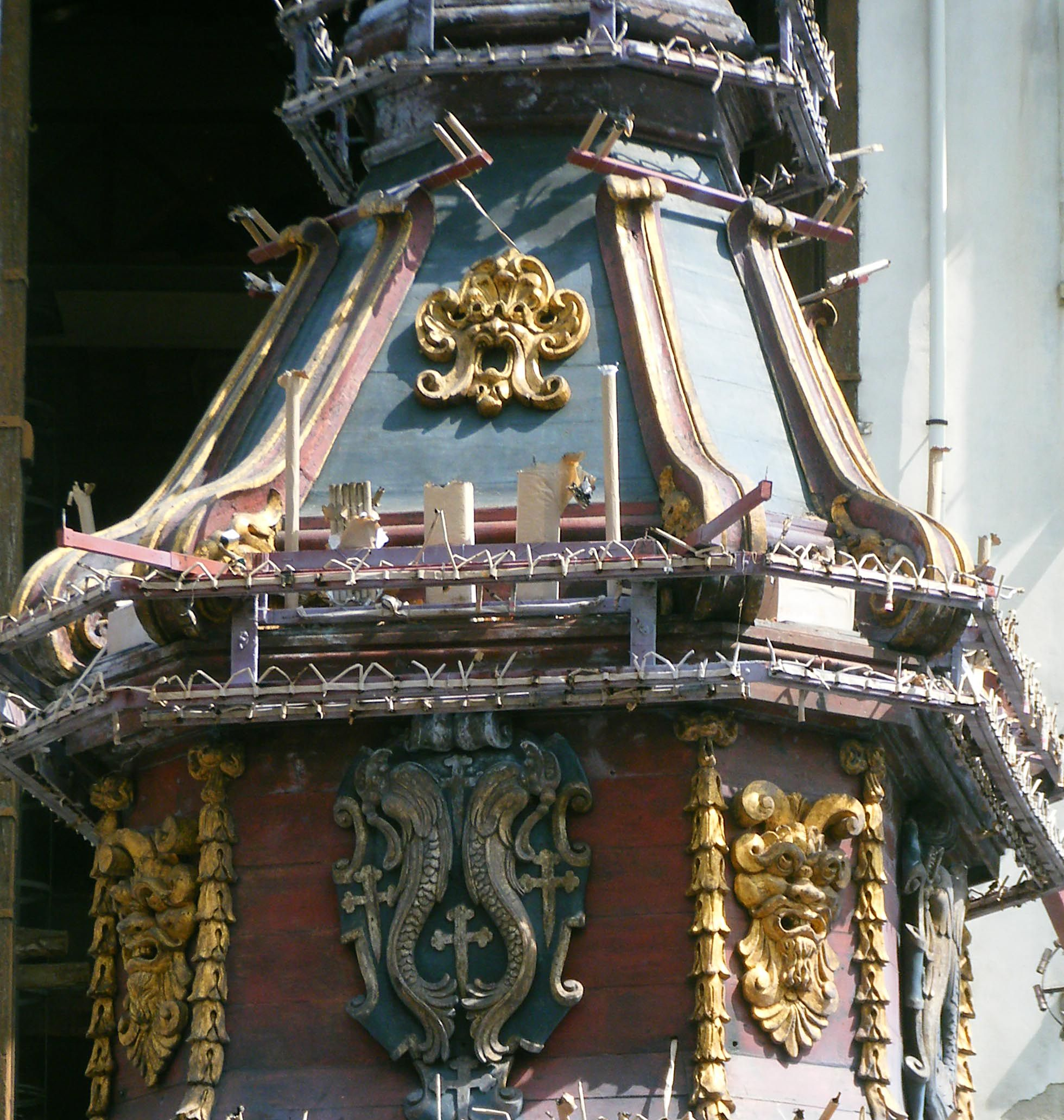
Particolare delle decorazioni del Carro

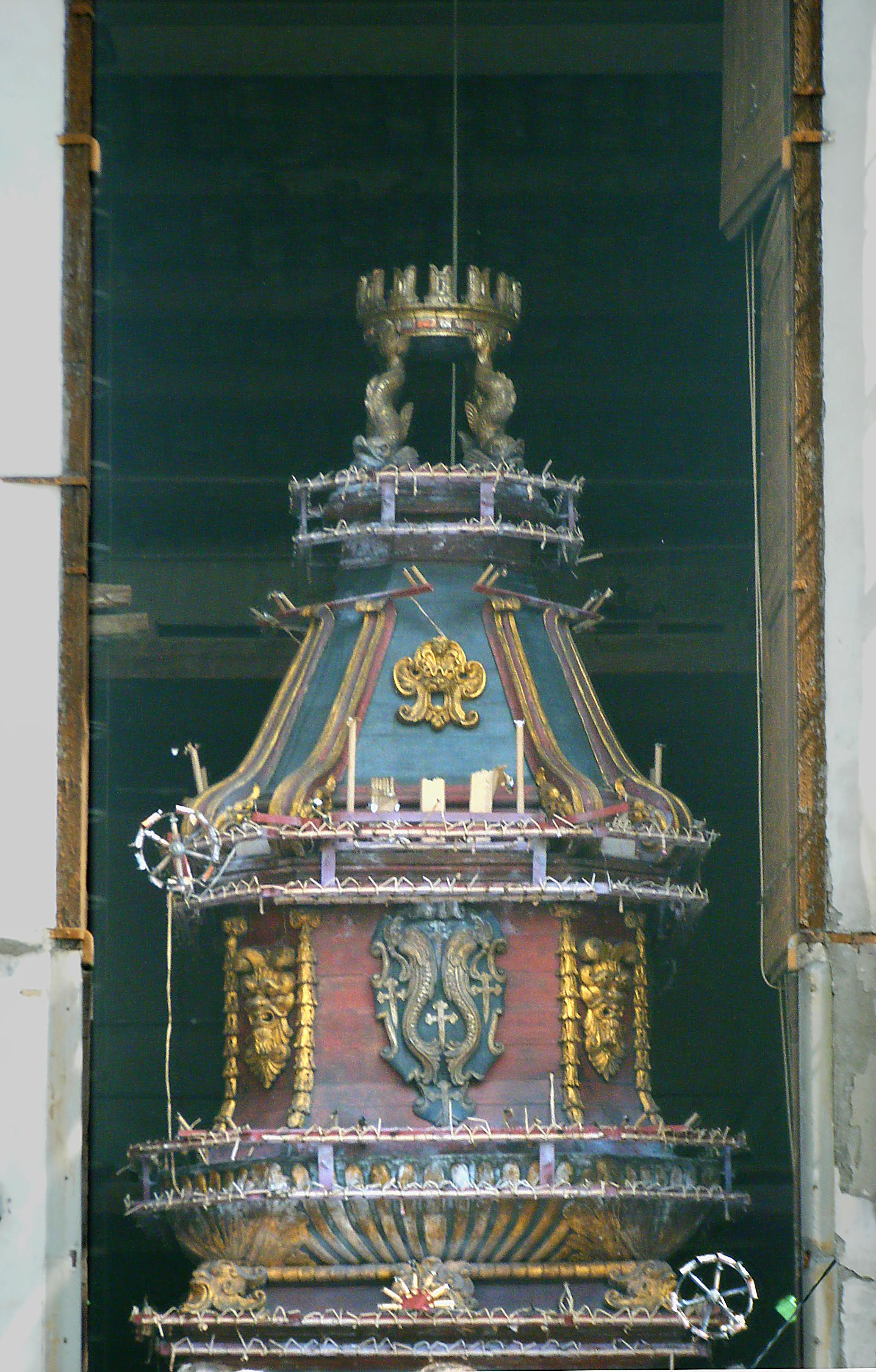
Il Carro viene reinserito nel suo deposito (in via Il Prato) dopo la manifestazione

Lo Scoppio del Carro è una manifestazione della tradizione popolare laico-religiosa che si svolge la domenica di Pasqua nel centro storico di Firenze.
Il '"Brindellone'", con una torre pirotecnica accuratamente posizionata sopra, viene trainato da due coppie di buoi e accompagnato dal Corteo Storico della Repubblica Fiorentina e del Calcio storico fiorentino fino al suo posizionamento tra il Battistero di San Giovanni e la Cattedrale di Santa Maria del Fiore. Durante i riti iniziali della Messa del giorno di Pasqua, al canto del Gloria, l'arcivescovo accende, in prossimità dell'altare della Cattedrale - con il fuoco benedetto durante la veglia pasquale - un razzo a forma di colomba che, scorrendo su di un filo di ferro issato a 7 metri da terra, percorre tutta la navata centrale della chiesa e raggiunge all'esterno il Carro, facendolo scoppiare.
Prima dello Scoppio tradizionalmente viene effettuato il sorteggio delle partite del torneo del Calcio storico fiorentino che viene giocato nel mese di giugno, preceduto dall'esecuzione dell'Inno della Vittoria da parte dei Musici del Corteo Storico Fiorentino.

## Storia
Questa nota cerimonia risale addirittura ai lontani tempi della prima crociata, indetta per liberare il Santo Sepolcro dalle mani degli infedeli.
Nel 1097, al comando di Goffredo di Buglione, duca della bassa Lorena, i crociati, il cui nome derivò dalla croce rossa cucita sulla spalla destra della tunica bianca che ricopriva l'armatura, partirono per la terra santa e nell'estate del 1099 posero l'assedio alla città di Gerusalemme che espugnarono il 15 luglio.
Secondo la tradizione fu il fiorentino Pazzino de' Pazzi a salire per primo sulle mura della città santa dove pose l'insegna bianca e vermiglia. Per questo atto di valore, Goffredo di Buglione gli donò tre schegge del Santo Sepolcro.
Rientrato a Firenze il 16 luglio 1101, il valoroso capitano fu festeggiato e accolto con solenni onori. Le tre pietre rimasero inizialmente conservate nel palazzo dei Pazzi e quindi consegnate alla chiesa di Santa Maria Sopra a Porta in Mercato Nuovo, poi ampliata e rinominata come chiesa di San Biagio fino a quando, nel 1785, questa fu soppressa. Dal 27 maggio di quell'anno le sacre reliquie vennero definitivamente trasferite nella vicina chiesa di Santi Apostoli dove tuttora sono gelosamente conservate in un'apposita nicchia.
Gli storici ci hanno tramandato che dopo la liberazione di Gerusalemme, nel giorno del Sabato Santo, i crociati si radunarono nella Chiesa della Resurrezione e, in devota preghiera, consegnarono a tutti il fuoco benedetto come simbolo di purificazione. A questa cerimonia risale l'usanza pasquale di distribuire il fuoco santo al popolo fiorentino. Difatti, dopo il ritorno di Pazzino, ogni Sabato Santo, i giovani di tutte le famiglie usavano recarsi nella cattedrale dove, al fuoco benedetto che ardeva, accendevano rispettivamente una facellina (piccola torcia) per poi andare, in processione cantando laudi, per la città a portare la fiamma purificatrice in ogni focolare domestico. Il fuoco santo veniva acceso proprio con le scintille sprigionate dallo sfregamento delle tre schegge di pietra del Santo Sepolcro.
Con l'andar del tempo lo svolgimento della festa divenne sempre più articolato per cui venne introdotto l'uso di trasportare il fuoco santo con un carro dove, su un tripode, ardevano i carboni infuocati. Non si conosce quando, in sostituzione del tripode, si usarono i fuochi artificiali per lo "scoppio del carro" ma si ritiene che ciò risalga alla fine del Trecento.
Alla famiglia Pazzi era affidata l'organizzazione del carro e l'onere delle relative spese. Il privilegio di questa antica famiglia cessò nel 1478, per una provvisione della Repubblica che cacciò i Pazzi dalla città a seguito della famosa congiura ordita da essi contro i Medici. I cospiratori vennero uccisi e la Signoria, per cancellare tutto ciò che era legato alla famiglia caduta in disgrazia, ordinò che non si facesse più lo scoppio del carro mantenendo solo, per tradizione, la distribuzione al popolo del fuoco benedetto, che doveva avvenire fra il battistero e la cattedrale.
I fiorentini, però, non gradirono l'abolizione spettacolare dello "scoppio" e cercarono con tutti i mezzi di far revocare la provvisione del governo della Repubblica, e ciò non tanto per rispetto verso la famiglia Pazzi ma perché non volevano che l'offerta del fuoco pasquale ritornasse ad essere effettuata alla maniera semplice usata anticamente, senza più la caratteristica e fragorosa cerimonia oramai divenuta una consuetudine. Pertanto la Signoria ordinò ai Consoli dell'Arte maggiore di Calimala, amministratori del battistero di San Giovanni, di provvedere ai futuri festeggiamenti così come si usava fare prima della congiura.
Nel 1494, scossa dalla predicazione di morale cristiana del frate domenicano Girolamo Savonarola, la città cacciò i Medici e un'altra provvisione governativa restituì alla famiglia de' Pazzi i suoi antichi diritti e privilegi, compreso quello dell'organizzazione del carro del Sabato Santo. Questo carro era inizialmente molto più semplice di quello attuale, ed a causa delle deflagrazioni e delle vampate che sopportava ogni anno, a cerimonia avvenuta, doveva essere quasi del tutto ripristinato. Parve quindi giusto ai Pazzi allestirne uno molto più solido ed imponente che dovesse durare per sempre. Fu, dunque, costruito il grande carro del tipo "trionfale" a tre ripiani, che da secoli, se pur più volte restaurato (anche dopo la tragica alluvione dell'Arno del 1966), è ancora in uso.

## Descrizione

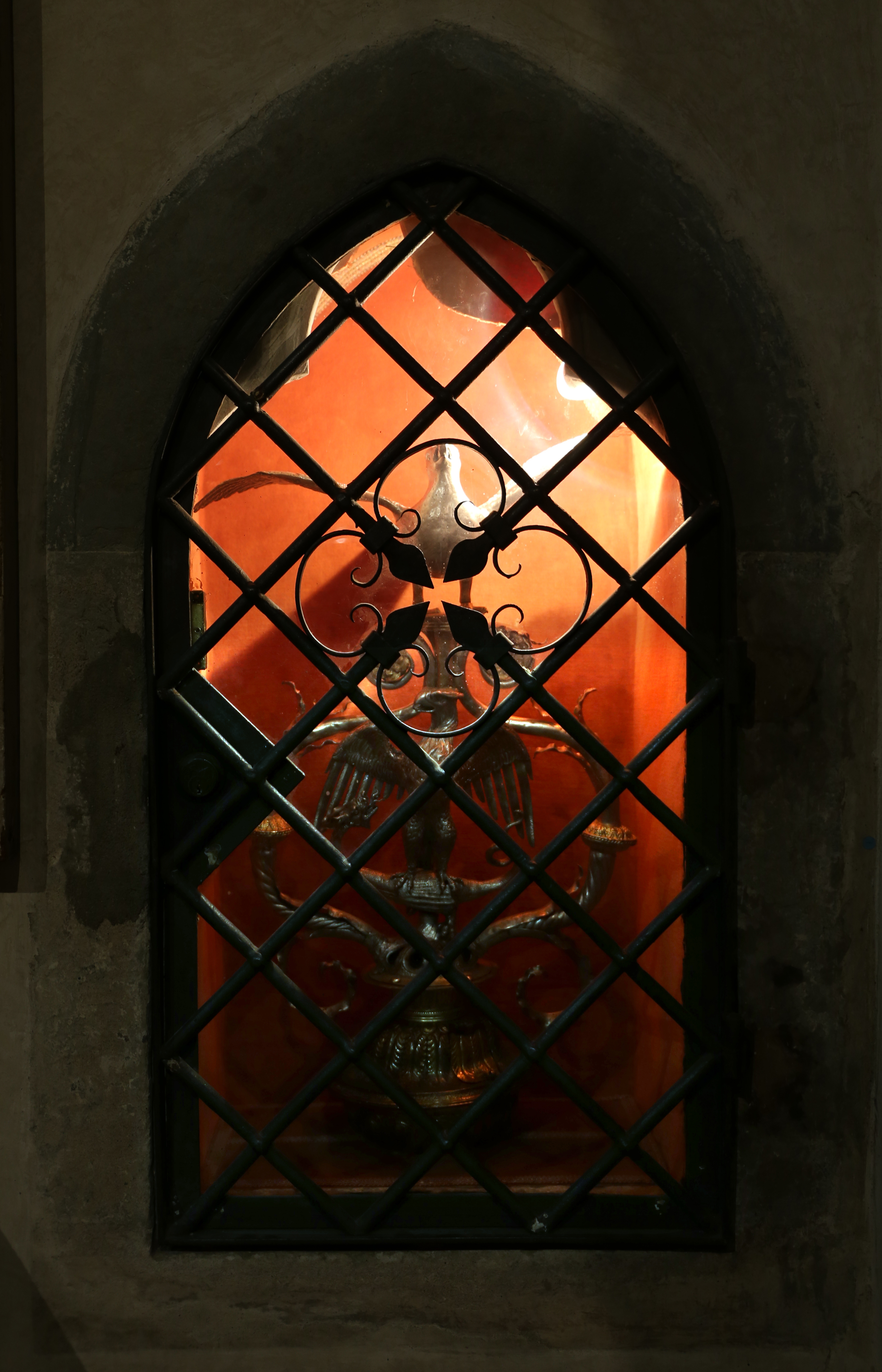
Il porta-fuoco del Sabato santo nella chiesa di Santi Apostoli

I fuochi di questo carro vengono incendiati da una colomba, o come si dice a Firenze dalla "colombina", la quale altro non è che un razzo dalle sembianze di un bianco piccione. È dotata di ben quattro razzi, che le permettono di compiere il percorso sul filo, lungo ben 150m, dall'altare maggiore verso il carro, sia di ritorno all'altare maggiore del duomo.
L'antica festa ha sempre richiamato una gran folla di turisti, di cittadini e di numerosi contadini della campagna fiorentina che traevano gli auspici per il raccolto dal felice esito della corsa della colombina sulla corda, che doveva svolgersi senza alcun intoppo.
Se la cerimonia religiosa ha conservato nel tempo quasi immutato il medesimo rituale, l'orario dello scoppio è stato, viceversa, più volte variato. Attualmente nella mattina di Pasqua, scortato da 150 fra armati, musici e sbandieratori del calcio storico fiorentino, il carro del fuoco pasquale, detto affettuosamente dai fiorentini "Brindellone". Tale nome ha origini molto antiche, legate alla festa celebrata dalla Zecca fiorentina in onore del suo protettore, san Giovanni Battista. Ogni 24 giugno un alto carro di fieno partiva dalla torre della Zecca e faceva il giro della città, trainando un uomo vestito di pelo di cammello che rappresentava appunto il santo eremita. L'aspetto trasandato di tale figura lo faceva appunto chiamare "brindellone", cioè straccione, e ciò era accentuato anche dal suo ciondolare specialmente dopo aver mangiato e bevuto nel banchetto offerto in piazza di Santa Maria in Campo. Per analogia si è chiamato poi "brindellone" qualsiasi carro festante che attraversasse la città, compreso quello pasquale. 
Il carro si muove dal piazzale di Porta al Prato, trainato da due paia di candidi bovi infiorati ed arriva al solito posto, in piazza del Duomo, fra il Battistero e la Cattedrale. I bovi vengono prontamente staccati ed un più moderno filo di ferro, che sostituisce la corda sugnata, viene teso a circa sette metri di altezza, da una colonna di legno, posta per l'occasione tramite un marchingegno inserito nella sfera della Cupola del Brunelleschi, al centro del coro di fronte all'altare maggiore, fino a giungere al carro, coprendo una lunghezza di circa 150m che percorre tutta la navata centrale. Sullo stesso filo è inserita la colombina che dovrà compiere il famoso volo necessario a incendiare le micce del tal carro.

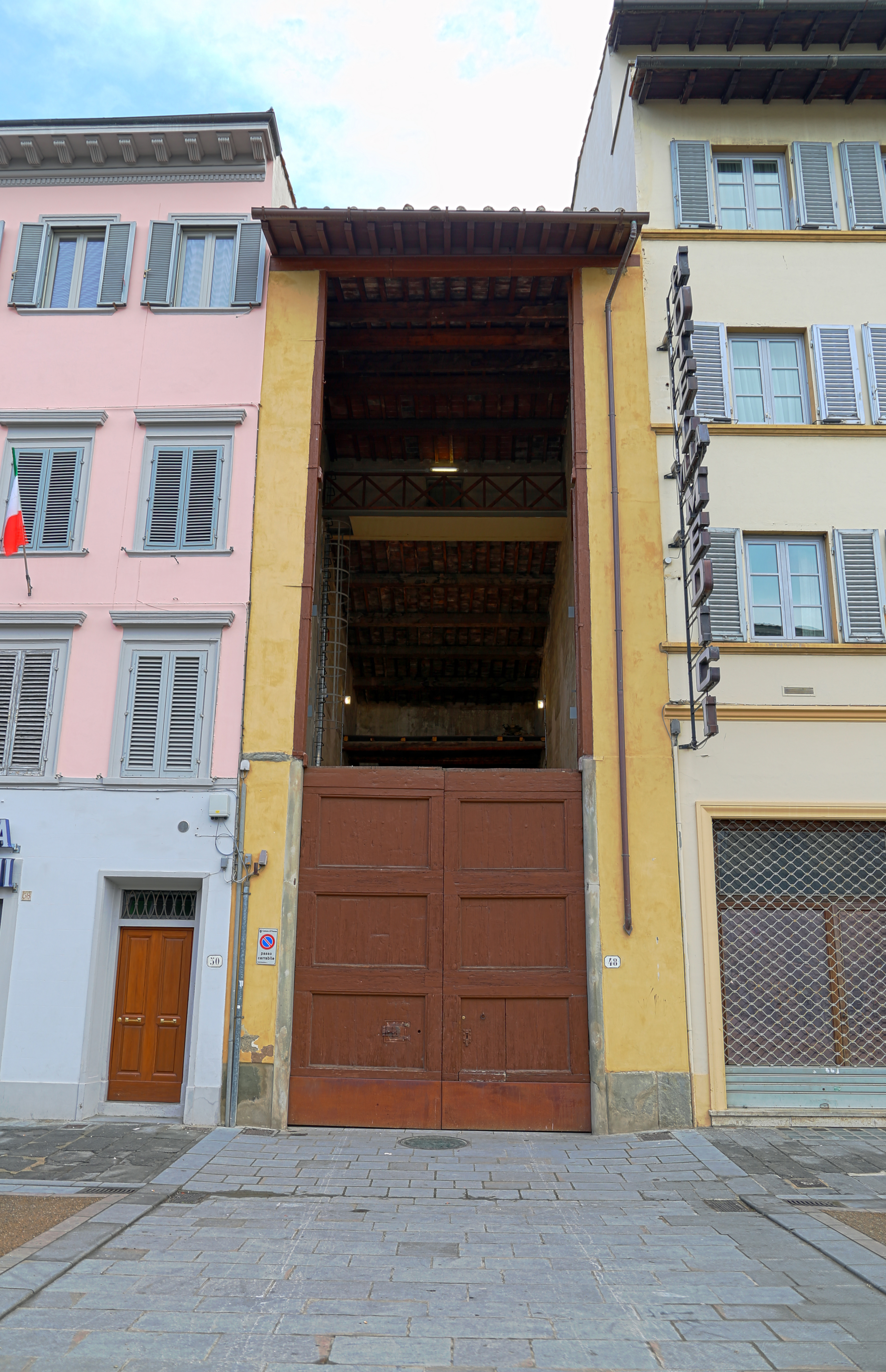
Il deposito del Brindellone aperto

Mentre si procede a questa sistemazione, dalla Chiesa di Santi Apostoli, nella piazzetta del Limbo, ha principio il corteo-processione preceduto dal gonfalone di Firenze e dalla bandiera della famiglia Pazzi, con sacerdoti ed autorità, diretto al Battistero dove incominciano le funzioni religiose. Quindi il corteo si trasferisce in Duomo e, alle ore undici, al canto del Gloria in excelsis Deo, viene dato fuoco alla miccia della colombina che, sibilando sul filo di ferro, va ad incendiare i mortaretti ed i fuochi d'artificio sapientemente disposti sul Brindellone; una volta incendiati gli artifici, la colombina deve tornare indietro all'Altare Maggiore, da dov'è partita, ripercorrendo da sola il percorso di andata, altrimenti il raccolto dell'anno non avrà buoni auspici.
Inizia con fragore il susseguirsi di esplosioni e spettacoli pirotecnici (il tutto dura 20 minuti circa) e, sia pure in maniera simbolica, la distribuzione a tutta la città del fuoco benedetto. L'imponente mole dell'antico carro si avvolge puntualmente di nubi e scoppi come se l'aria stessa emettesse scintille sempre più luminose. Scintille che ad un tratto non parranno più piccole luci distinte ma una vera pioggia di viola, di rosa, di rosso, di verde, di bianco e di blu. Il profilo del Brindellone scompare del tutto in questo caleidoscopico gioco di colori che, pian piano, unitamente al fumo ed agli assordanti scoppi, si dissipa rendendo nuovamente visibili i marmi del Battistero, della Cattedrale di Santa Maria del Fiore e del Campanile di Giotto.

## Eventi simili
Nel corso degli anni questa festa si è diffusa anche in altre piccole località del territorio toscano; un secondo scoppio del Carro è quello di Rufina (un paese nei dintorni di Firenze) dove lo spettacolo pirotecnico si svolge con le stesse modalità di quello fiorentino, salvo per il fatto che la festa si svolge a mezzanotte del Sabato Santo e non la mattina di Pasqua, come avviene anche a Cascia, frazione di Reggello, cittadina a dieci km da Figline: anche in questo caso la miccia della colombina viene accesa dall'altar maggiore della pieve.
Un altro scoppio del Carro avviene nella piazza principale (davanti alla collegiata) di Figline Valdarno, sempre in provincia di Firenze; le modalità sono le stesse di quelle del capoluogo a differenza che il "carro" è la riproduzione in scala ridotta del palazzo Pretorio della cittadina valdarnese. A Panzano in Chianti lo scoppio avviene il martedì dopo Pasqua alle 19:00.
A Ripatransone (Ascoli Piceno), ogni seconda domenica di Pasqua si svolge il cavallo di fuoco.

## Nei media
- Lo scoppio del carro a Firenze è l'evento caratterizzante il finale del film Totò cerca pace.